# Johan Fredrik Peringskiöld
Johan Fredrik Peringskiöld, född 13 september 1689 i Stockholm, död där 2 mars 1725, var en svensk filolog. Han var son till Johan Peringskiöld.
Peringskiöld studerade vid Uppsala universitet och utnämndes 1712 till faderns efterträdare som translator antiquitatum vid Antikvitetsarkivet. Han erhöll 1719 sekreterares och antikvaries namn och efterträdde 1720 sin far i dessa sysslor. Peringskiöld tolkade Adam av Bremens Beskrifning om Swerige (1718) och Jordanes' Beskrifning om gothernes ursprung (1719) samt utgav i original och översättning Sogubrott af nockorum fornkongum i Dana oc Svia velldi (1719), Hjalmters och Olvers saga (1720), Fragmentum runicopapisticum (1721) och Asmund Kappabanes saga (1722), varjämte han ombesörjde tryckningen av sin fars Ättartal.